# Église Notre-Dame de Clisson
L’église Notre Dame de Clisson est une ancienne collégiale, elle fut à l'origine fondée par Olivier V de Clisson aux alentours des XIVe et XVe siècles. L'édifice actuel date des années 1887-1888, et est dû à l’architecte nantais René Ménard (architecte) (1843-1895).

## Histoire
Une collégiale du XIVe siècle trônait à cet endroit de la ville jusqu'à la guerre de Vendée, qui fut cause de sa destruction par le feu. La période napoléonienne vit une restauration profonde de l'édifice incendié, mais quelques décennies suffirent à conclure à un très mauvais état général, et la nécessité d'une reconstruction.
Presque entièrement rasée en 1886, l'église Notre-Dame fut reconstruite en 1887-1888, par un architecte nantais, René Ménard, qui s'inspira de l'ancienne basilique romaine Saint-Jean-et-Saint-Paul de Rome. Ce style italien, apporté par Frédéric Lemot vers 1805, influença toutes les nouvelles constructions de Clisson, surnommée « Clisson l'Italienne ». Les proportions de cette église Notre-Dame, au chevet élégant, lui confèrent une grande beauté extérieure.
L'église Notre-Dame de Clisson fait l’objet d’une inscription au titre des monuments historiques depuis le 1er septembre 2006.

## Galerie

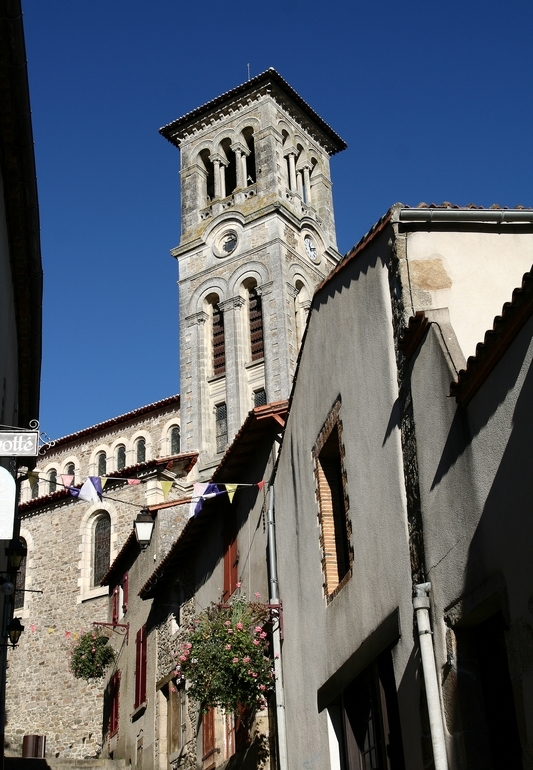
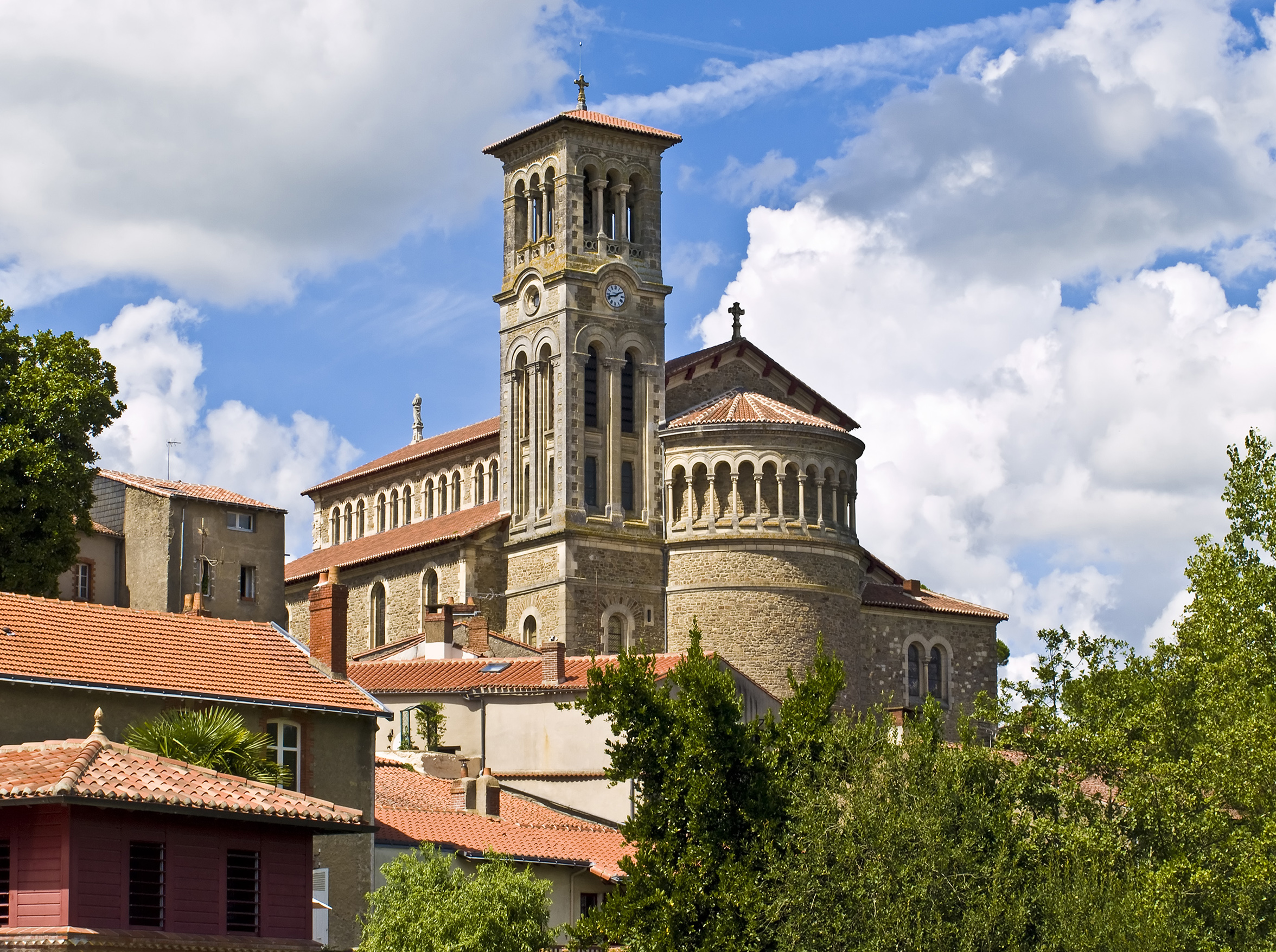